# Thrónos
Thrónos, en grec moderne : Θρόνος, est un village du dème d'Amári, dans le district régional de Réthymnon de la Crète, en Grèce. Selon le recensement de 2011, la population de Thrónos compte 65 habitants.
Le village est situé à 32 km de Réthymnon et à une altitude de 540 mètres, au pied du mont Ida.

## Recensements de la population
| Recensements | 1900 | 1920 | 1928 | 1940 | 1951 | 1961 | 1971 | 1981 | 1991 | 2001 | 2011 |
| ------------ | ---- | ---- | ---- | ---- | ---- | ---- | ---- | ---- | ---- | ---- | ---- |
| Population   | 76   | 119  | 136  | 152  | 135  | 91   | 74   | 87   | 125  | 83   | 65   |

## Source de la traduction
- (el) Cet article est partiellement ou en totalité issu de l’article de Wikipédia en grec moderne intitulé « Θρόνος Ρεθύμνου » (voir la liste des auteurs).